# الغرزة (حرض)

تعديل مصدري - تعديل

الغرزة هي إحدى قرى عزلة العتنة بمديرية حرض التابعة لمحافظة حجة، بلغ تعداد سكانها 511 نسمة حسب تعداد اليمن لعام 2004.